# Mimetisme de Müller

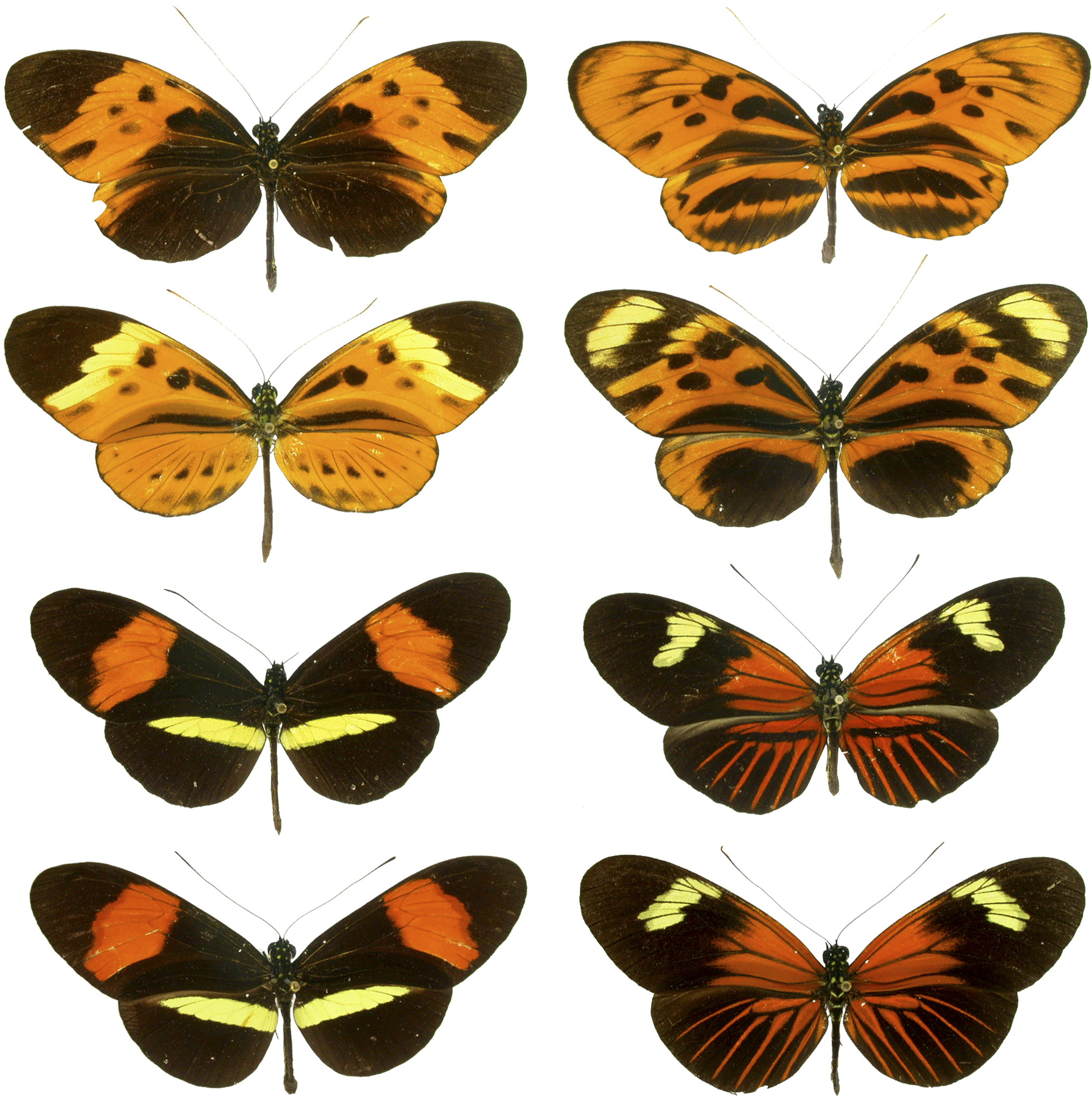
Les papallones Heliconius són exemples clàssics de mimetisme müllerià.

Mimetisme de Müller o mimetisme müllerià és un fenomen natural on dues o més espècies amb certes característiques perilloses, que no es troben emparentades i que comparteixen un o més depredadors, han aconseguit mimetitzar els senyals d'advertència respectives. El nom fa referència a Fritz Müller, qui va ser el primer a proposar aquest concepte el 1878.
Aquest tipus de mimetisme es troba en contraposició amb el mimetisme batesià, en el qual un organisme indefens imita l'espècie protegida. El mimetisme müllerià se'n diferencia en el fet que ambdues espècies són perilloses; cadascuna d'elles copia l'altra espècie, a la vegada que serveix de model.